# 450 Brigitta
450 Brigitta eller 1899 EV är en asteroid i huvudbältet, som upptäcktes 10 oktober 1899 av de tyska astronomerna Max Wolf och Friedrich Karl Arnold Schwassmann i Heidelberg. Ursprunget till asteroidens namn är okänt.
Asteroiden har en diameter på ungefär 37 kilometer och tillhör asteroidgruppen Eos.